# Friede von Aachen (1668)

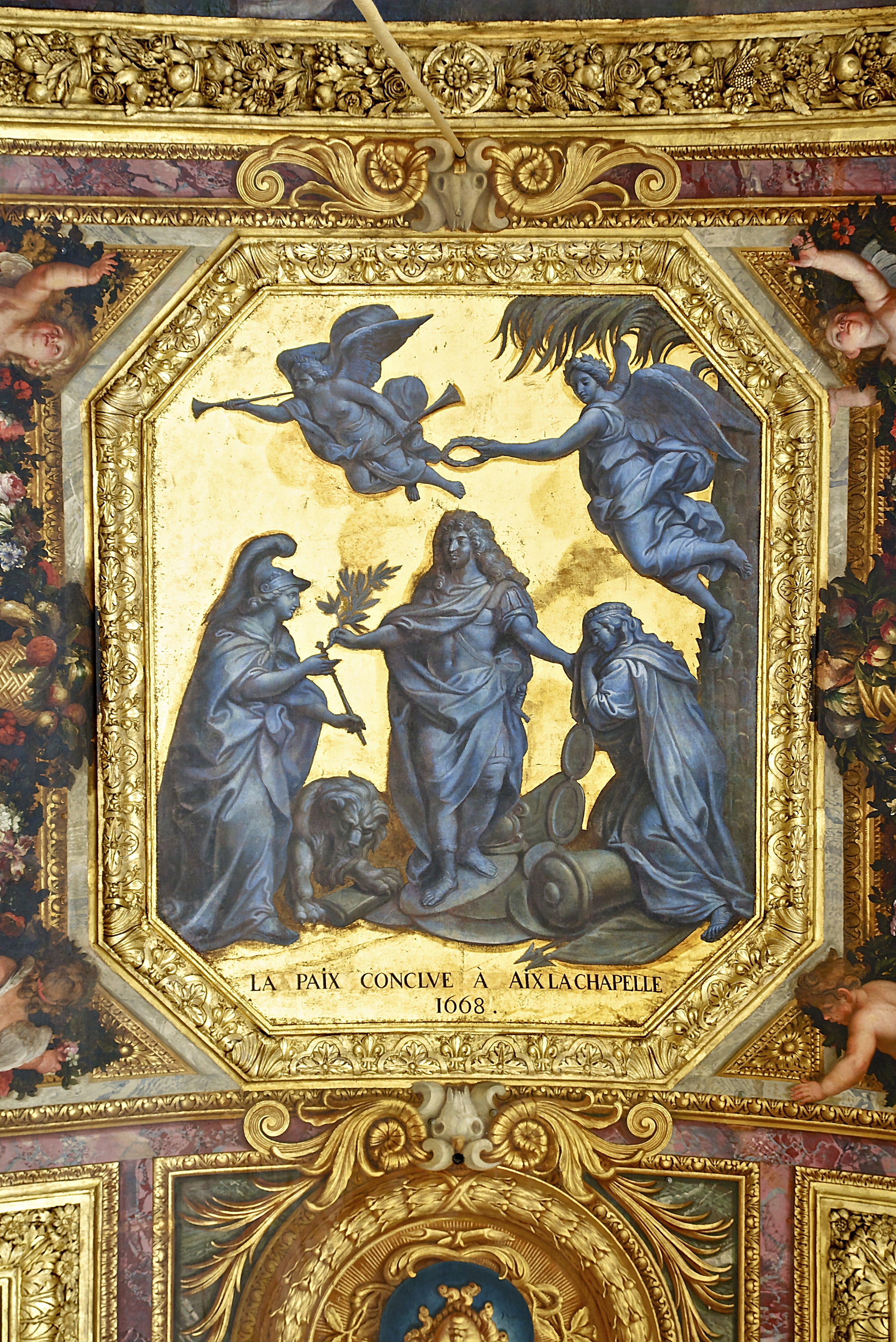
Gedächtnisbild des Aachener Friedens im Spiegelsaal von Versailles

Der Erste Aachener Friede wurde am 2. Mai 1668 in Aachen (französisch: Aix-la-Chapelle) geschlossen und beendete den Devolutionskrieg zwischen Frankreich und Spanien. Er wurde durch die Tripelallianz von England, der Republik der Vereinigten Niederlande und Schweden auf einem Kongress in Aachen vermittelt. Der französische König Ludwig XIV. ("Sonnenkönig") musste vor allem die Freigrafschaft Burgund zurückgeben, behielt aber eine Anzahl fester Plätze in den Spanischen Niederlanden.

## Vorgeschichte
Ludwig XIV. hatte sich 1667 im Devolutionskrieg mehrerer fester Plätze in den Spanischen Niederlanden bemächtigt; im Februar 1668 gelang ihm auch  die Eroberung der Franche-Comté (Freigrafschaft Burgund). Die Erfolge Ludwigs bedrohten die Sicherheit der Republik der Vereinigten Niederlande, deren Bollwerk Flandern war. Sie schloss daher unter Leitung von Johan de Witt am 23. Januar 1668 in Den Haag die von Sir William Temple zustande gebrachte Tripelallianz mit England und Schweden ab, um, wie eine geheime Urkunde des Bundes festsetzte, mit Spanien vereinigt den französischen König zum Frieden zu zwingen, wenn er auf die ihm vorzuschlagende Bedingung nicht eingehen wollte.

## Verhandlungen
Als hierauf nach langem Zögern der spanische Statthalter in Flandern, der Marquis von Castel Rodrigo, von dem doppelten Vorschlag, dass Spanien an Frankreich entweder die vom Feind in den Niederlanden 1667 eroberten Plätze oder die Franche-Comté nebst einigen Städten in Flandern abtreten sollte, den ersteren zum großen Verdruss der Vereinigten Niederlande, die jene Festungen nur ungern in Frankreichs Besitz sah, angenommen hatte, willigte endlich auch Ludwig XIV., zumal als die Verbündeten Ernst zeigten, in den ihm angetragenen Waffenstillstand mit Spanien ein. Dies konnte der Sonnenkönig umso leichter, als er mit Kaiser Leopold I. am 19. Januar 1668 einen – erst im 19. Jahrhundert bekanntgewordenen – Geheimvertrag geschlossen hatte, das Reich der spanischen Linie der Habsburger im Fall von deren Aussterben unter sich zu teilen. Er schloss also mit den beiden vermittelnden Mächten England und Vereinigte Niederlande den Vertrag von Saint-Germain-en-Laye vom 15. April 1668, in dem seine Bevollmächtigten Le Tellier, Lionne und Colbert, der niederländische, van Beverningh, und der englische, Trevor, den auf jene Abtretung gegründeten Entwurf eines, unter der Gewähr der Vereinigten Niederlande und des Hofes zu London abzuschließenden, Friedens unterzeichneten.
Am 25. April 1668 begannen die Friedensverhandlungen in Aachen. Außer dem spanischen Bevollmächtigten, dem Marquis de Castel Rodrigo, und dessen Stellvertreter, dem Grafen von Bergeyck, dem französischen, Charles Colbert, marquis de Croissy, und denen der vermittelnden Seemächte, dem Ritter Temple und van Beverningh, traten als Vermittler noch hinzu die Gesandten von Papst Clemens IX., der Fürsterzbischöfe (Kurfürsten) von Mainz und Köln sowie des Bischofs von Münster. Nur Temple, die Seele der gesamten Unterhandlungen, verhinderte durch kluge Mäßigung, dass die gegenseitige Erbitterung des spanischen und holländischen Bevollmächtigten seine Friedensbemühungen vereitelte, wie Frankreich schon hoffte. Als Spanien sah, dass es auf keine andere Weise Beistand von der Tripelallianz erhoffen konnte, gab es, nicht ohne sichtbaren Widerwillen, seine Zustimmung zum Friedensentwurf und unterzeichnete am 2. Mai 1668 in Aachen den Frieden mit Frankreich.

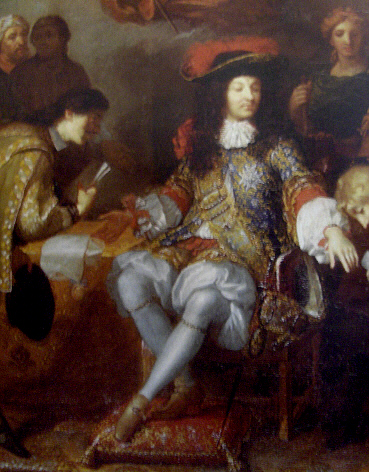
Ludwig XIV. gibt Europa den Frieden von Aachen (Teilansicht, Charles Le Brun)

## Inhalt
Nach dem dritten des insgesamt neun Artikel umfassenden Aachener Friedens behielt Frankreich die 1667 in Flandern und dem Hennegau eroberten zwölf festen Plätze Charleroi, Binche, Ath, Douai mit dem Fort Scarpe, Tournai, Oudenaarde, Lille, Armentières, Courtrai, Menin, Bergues und Furnes. Dafür gab Ludwig XIV. nach dem fünften Artikel des Friedensvertrags die Franche-Comté an Spanien zurück. Auch musste er seine Truppen aus den übrigen Spanischen Niederlanden abziehen. Nach dem neunten Artikel sollten der französische und der spanische König die redliche Erfüllung und Beobachtung dieses Vertrags auf das Kruzifix, die Evangelien, den Messkanon und ihre Ehre beschwören.
Dies war der erste Friedensvertrag, den Ludwig XIV. seit dem Tod Mazarins für seinen Staatsvorteil unmittelbar selbst schloss. Auf der Gedenkmünze dieses Friedensschlusses ist Ludwig XIV. bewaffnet zu sehen, wie ihm die Friedensgöttin den Ölzweig darreicht, mit der Umschrift „Pax triumphis praelata“', und die Unterschrift „Foedus Aquigranense, 2 Maii 1668“.

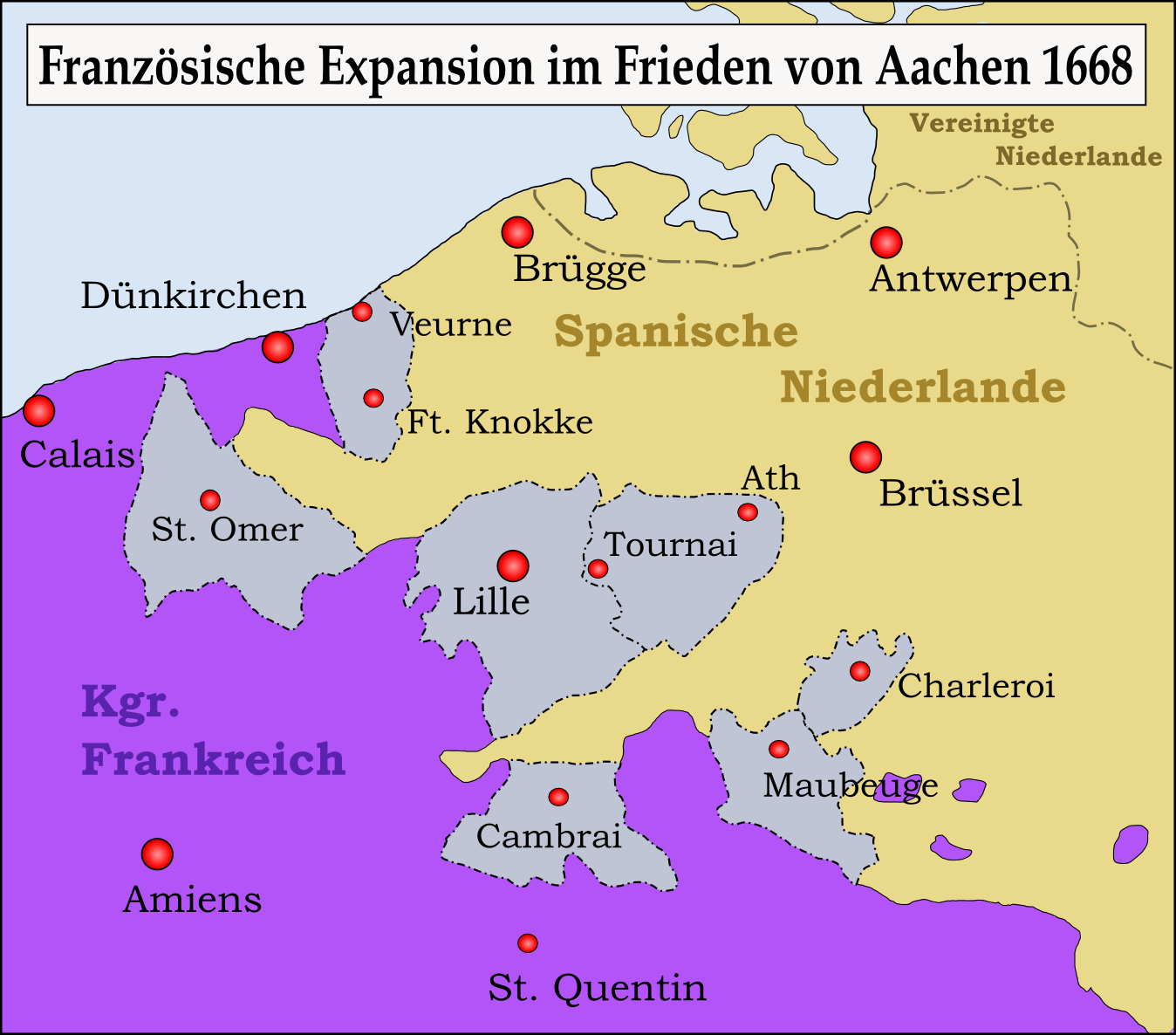
Im Aachener Frieden von Frankreich gewonnene und wieder zurückgegebene Gebiete

## Nachwirkungen
Die zwölf Festungsstädte, die Ludwig XIV. behalten durfte, bildeten französische Enklaven in den Spanischen Niederlanden, welche somit schwieriger gegen künftige Angriffe des Sonnenkönigs verteidigt werden konnten. Mit den im Aachener Frieden erreichten Territorialgewinnen war Ludwig XIV. nämlich nicht zufrieden. Er betrachtete diesen Frieden daher nur als eine Art vorläufigen Waffenstillstand, um möglichst bald seine weiteren Expansionspläne realisieren zu können. Er dachte an die völlige Eroberung der Spanischen Niederlande, wollte aber insbesondere zur Vergeltung auch gegen die Republik der Vereinigten Niederlande vorgehen.  Zwar übernahmen England, Schweden und die Vereinigten Niederlande durch den in Den Haag abgeschlossenen Vertrag vom 7. Mai 1669 ausdrücklich die Gewährleistung des Aachener Friedens, doch Spanien trat diesem Vertrag nicht bei. Dem Sonnenkönig gelang darüber hinaus im nächsten Jahr die Sprengung der Tripelallianz.